# Monchy-au-Bois
Monchy-au-Bois település Franciaországban, Pas-de-Calais megyében. Lakosainak száma 546 fő (2022. január 1.). Monchy-au-Bois Ransart, Adinfer, Berles-au-Bois, Bienvillers-au-Bois, Bucquoy, Douchy-lès-Ayette és Hannescamps községekkel határos.

## Népesség
A település népességének változása:
| Lakosok száma | 514  | 547  | 569  | 561  | 556  | 550  | 545  | 546  | 546  |
|               | 2013 | 2015 | 2016 | 2017 | 2018 | 2019 | 2020 | 2021 | 2022 |